# Historischer Verein Winterthur
Der Historische Verein Winterthur (HVW) wurde 1874 gegründet. Der Verein betreibt in Winterthur die Museen auf der Mörsburg, das Museum Lindengut sowie das Museum Schaffen.

## Geschichte
Der HVW entstand aus dem Kunstverein Winterthur heraus. Aus dessen Reihen wurde 1872 eine geschichtliche Kommission gegründet, die eine Errichtung eines historischen Museums prüfen sollte. Daraus entstand 1874 der Historisch-antiquarische Verein Winterthur, der zunächst gleichzeitig auch eine Sektion des Kunstvereins war. Gründungspräsident war der Theologe und spätere Stadtbibliothekar Albert Hafner. Ein erstes Engagement bestand aus dem Erhalt der Fresken in der Kapelle St. Georgen, da der damalige Friedhof St. Georgen dem Bau der Thurtallinie der Nordostbahn weichen musste. Im Jahr 1878 wurde eine erste grosse Ausstellung durchgeführt.
Nachfolger Hafners wurde der Technikum-Professor und Stadtrat Louis Calame. Unter dessen Ägide wurde nach 1900 in der von der Stadt renovierten Mörsburg eine Ausstellung eingerichtet. Diese bestand unter anderem aus Schenkungen von Carl von Clais. Die Einrichtung der Mörsburg war 1909 abgeschlossen. Vom gleichen Jahr an erhielt der Verein jährliche Subventionen der Stadt Winterthur.
Ab 1927 nahm der Verein auch Frauen auf. 1935 wurde unter dem Titel «Alt-Winterthur» eine grosse Ausstellung durchgeführt. 1950 stellte die Stadt dem Verein das Lindengut zur Einrichtung eines Heimatmuseums zur Verfügung, sofern der Verein die Renovation übernehmen würde. Dieses Geld brachte der Verein mit einer Sammelaktion auf, und er übernahm die Innenrenovation. Die Stadt Winterthur bezeichnete sich nach einer entsprechenden Zustimmung des Souveräns am 6. Juli 1952 für die Aussenrenovation des Gebäudes zuständig. Das Museum wurde am 23. Juni 1956 eröffnet. In den 1970er-Jahren wurde ebenfalls das zugehörige Kutscherhaus sanft renoviert und ist nun Teil des Museums.
2012 begann der Verein mit der Planung eines weiteren Museums. Es wurde 2017 unter dem Namen Museum Schaffen auf dem Sulzer-Areal eröffnet. Es zeigt wechselnde Ausstellungen rund um das Thema Arbeit in Geschichte, Gegenwart und Zukunft. Da der Verein das sanierungsbedürftige und in die Zeit gekommene Museum Lindengut verlassen muss, ist die Zukunft der Sammlung im Museum offen.